# Höhere Fachprüfung
Die Höhere Fachprüfung ist ein Bildungsangebot auf Tertiärstufe im schweizerischen Bildungssystem.

## Voraussetzungen/Aufnahme
In der Regel sind ein Eidgenössischer Fachausweis (Berufsprüfung) und zwei Jahre Berufserfahrung nötig um zur Prüfung zugelassen zu werden. Die Zulassung zum Eidgenössischen Diplom erfordert in der Regel mindestens fünf Jahre Berufserfahrung. Bei einzelnen Prüfungen werden Personen mit Matura, Fachhochschulabschluss, ETH-Abschluss oder gleichwertigen Ausbildungen zugelassen und mindestens drei Jahren Praxis in diesem Berufsfeld.

## Inhalt
Die Höhere Fachprüfung stellt eine anspruchsvolle berufliche Weiterbildung dar. Die Bildungsgänge sind praxisorientiert und fördern insbesondere die Fähigkeit zu methodischem und vernetztem Denken, zur Analyse von berufsbezogenen Aufgabenstellungen und zur praktischen Umsetzung der erworbenen Kenntnisse. Der Inhalt der Prüfungen wird durch die zuständigen Organisationen der Arbeitswelt geregelt und von der Schweizerischen Eidgenossenschaft geprüft und anerkannt. Die Prüfungsvorbereitungen können in öffentlichen oder privaten Schulen oder auch selbstständig erfolgen.

## Abschluss
Höhere Fachprüfung mit eidgenössischem Diplom

## Geschichte
Die höheren Fachprüfungen haben ihre Ursprünge in den Meisterprüfung, welche 1933 im Berufsbildungsgesetz verankert wurden. Die höheren Fachprüfungen haben sich aber über das Handwerk hinaus weiterentwickelt und sind so auch beispielsweise in der Informatik und im Rechnungswesen hochgradig anerkannt.
Das Meisterstück existiert in gewissen Handwerksberufen weiterhin, insbesondere in Dienstleistungsberufen ist es aber einer Diplomarbeit gewichen. Die Diplomarbeit (abhängig von der Prüfungsordnung) kann die Abwicklung eines Projektes sein, aber auch eine theoretische Arbeit.

## Belege
1. ↑  Liste aller Höheren Fachprüfungen (Memento des Originals vom 5. Juli 2012 im Internet Archive)  Info: Der Archivlink wurde automatisch eingesetzt und noch nicht geprüft. Bitte prüfe Original- und Archivlink gemäß Anleitung und entferne dann diesen Hinweis.
2. ↑  Archivierte Kopie (Memento des Originals vom 19. Juli 2007 im Internet Archive)  Info: Der Archivlink wurde automatisch eingesetzt und noch nicht geprüft. Bitte prüfe Original- und Archivlink gemäß Anleitung und entferne dann diesen Hinweis.